# Bonamy Price
Bonamy Price, född 22 maj 1807 på Guernsey, död 8 januari 1888 i London, var en brittisk nationalekonom. 
Efter universitetsstudier samt affärs- och publicistverksamhet blev han 1868 professor i nationalekonomi vid Oxfords universitet vilket han förblev ända till sin död. Han utövade en omfattande verksamhet som populärföreläsare i sitt ämne och gjorde en betydande insats för allmänhetens ekonomiska bildning. 
Price drev energiskt tesen att nationalekonomer hade större behov av ett välutvecklat praktiskt sinne än av spekulativ förmåga. En klar och konkret framställning var det mest utmärkande för Price Till hans mer kända arbeten hör Principles of currency (1869), Currency and banking (1876) och Practical political economy (1878)